# Semaeopus serrilinearia
Semaeopus serrilinearia är en fjärilsart som beskrevs av Herrich-Schäffer 1855. Semaeopus serrilinearia ingår i släktet Semaeopus och familjen mätare. Inga underarter finns listade i Catalogue of Life.